# 武田元度
武田 元度（たけだ もとのり）は、戦国時代の武士。若狭武田氏の家臣。武田元信の子。官途名は中務大輔（もしくは少輔）。通称は彦四郎か?。

## 略歴
文亀2年（1502年）若狭国小浜で一揆勢と戦って敗死した武田中務大輔が息子と共に戦死すると、その名跡を継いだ。その後、永正9年（1512年）8月に上洛して幕府に出仕した国持衆の武田彦四郎は、彦次郎を通称とした若狭守護・武田元光の身内である元度の可能性が高い。
小浜市の龍泉寺の所蔵されている鳳足石硯に「天文三年二月五日献之 宮川住武田中務源元度」の銘が刻まれているのが数少ない事績であるが、これによって天文年間初頭には健在であったこと、根拠が若狭の宮川であったことが判明する。その後、天文7年（1538年）に元度の後継者である武田信孝が粟屋元隆と共に乱を起こして国外に追放されているため、この時点では既に没していたとみられている。その後、宮川の地には元光の子である信重（信高）が元度・信孝の名跡を継ぐ形で入っている。